# Leucauge camelina
Leucauge camelina är en spindelart som beskrevs av Lodovico di Caporiacco 1940. Leucauge camelina ingår i släktet Leucauge och familjen käkspindlar.
Artens utbredningsområde är Etiopien. Inga underarter finns listade i Catalogue of Life.